# Berlin (Wisconsin)
Berlin város az Amerikai Egyesült Államok Wisconsin államában, Green Lake megyében. Lakosainak száma 5571 fő (2020. április 1.).

## Népesség
A település népességének változása:

| 2010 | 5 435 |
| 2020 | 5 571 |

## Története
1845-ben Nathan H. Strong (1813-1852) lett a mai Berlin első lakosa. Hugh G. Martin, Hiram Barnes és William Dickey csatlakozott hozzá. Településük Strong's Landing néven vált ismertté. 1848-ban postahivatalt hoztak létre. A települést Berlinnek nevezték el a Porosz Királyság fővárosáról, a mai Németország fővárosáról. 1850-ben épült az első iskolaépület, 1851-ben pedig az első templom. Berlint 1857-ben várossá nyilvánították.

## Kiejtés
A környék lakói a Berlin /ˈbɜːrlɪn/ első szótagjára helyezik a hangsúlyt, nem pedig a másodikra. Azt mondják, hogy ez reakció volt a németellenes hangulatra, amely az első világháború alatt végigsöpört az Egyesült Államokon, és hogy a hangsúly korábban a második szótagon volt.

## Képek

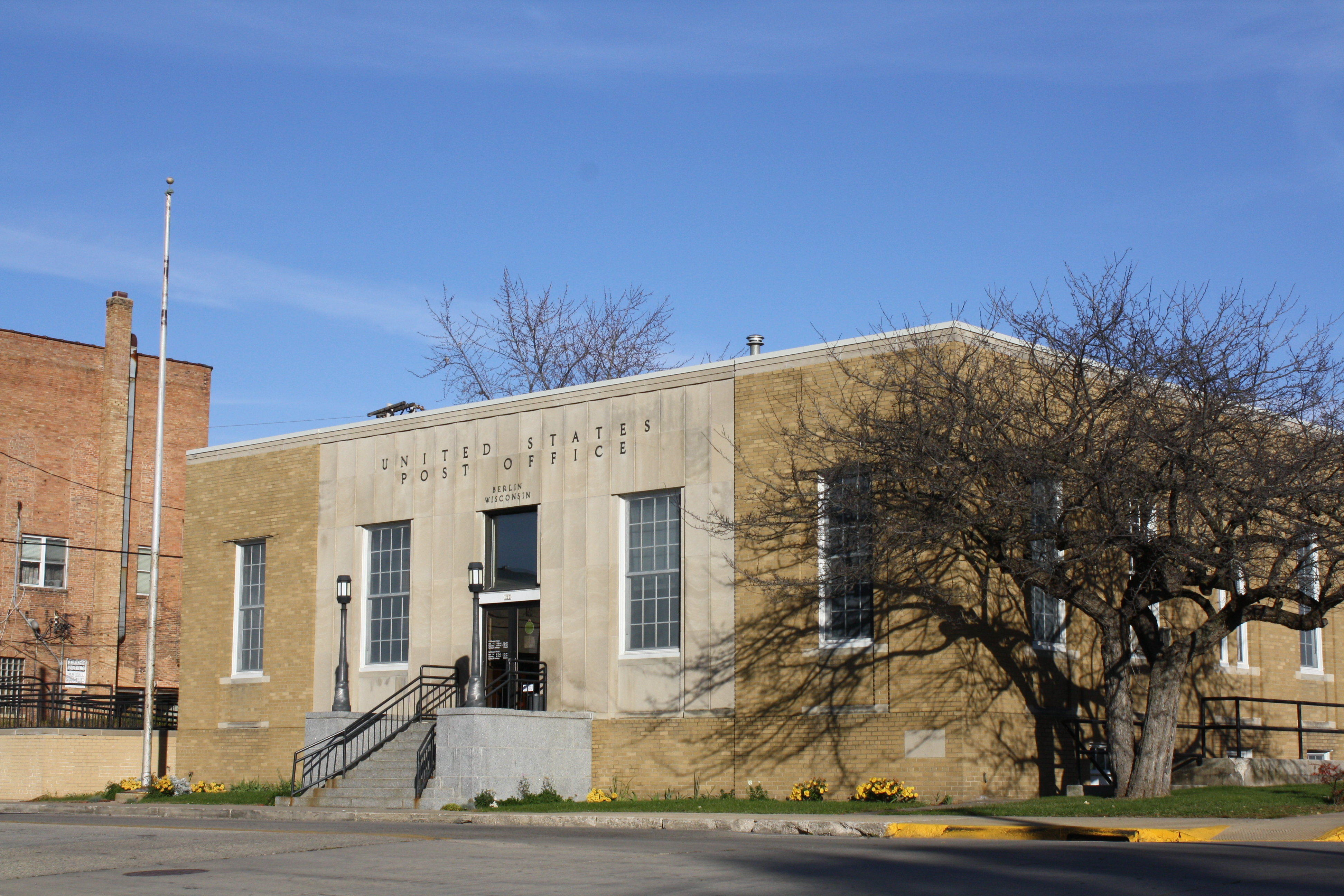
Berlin Post Office
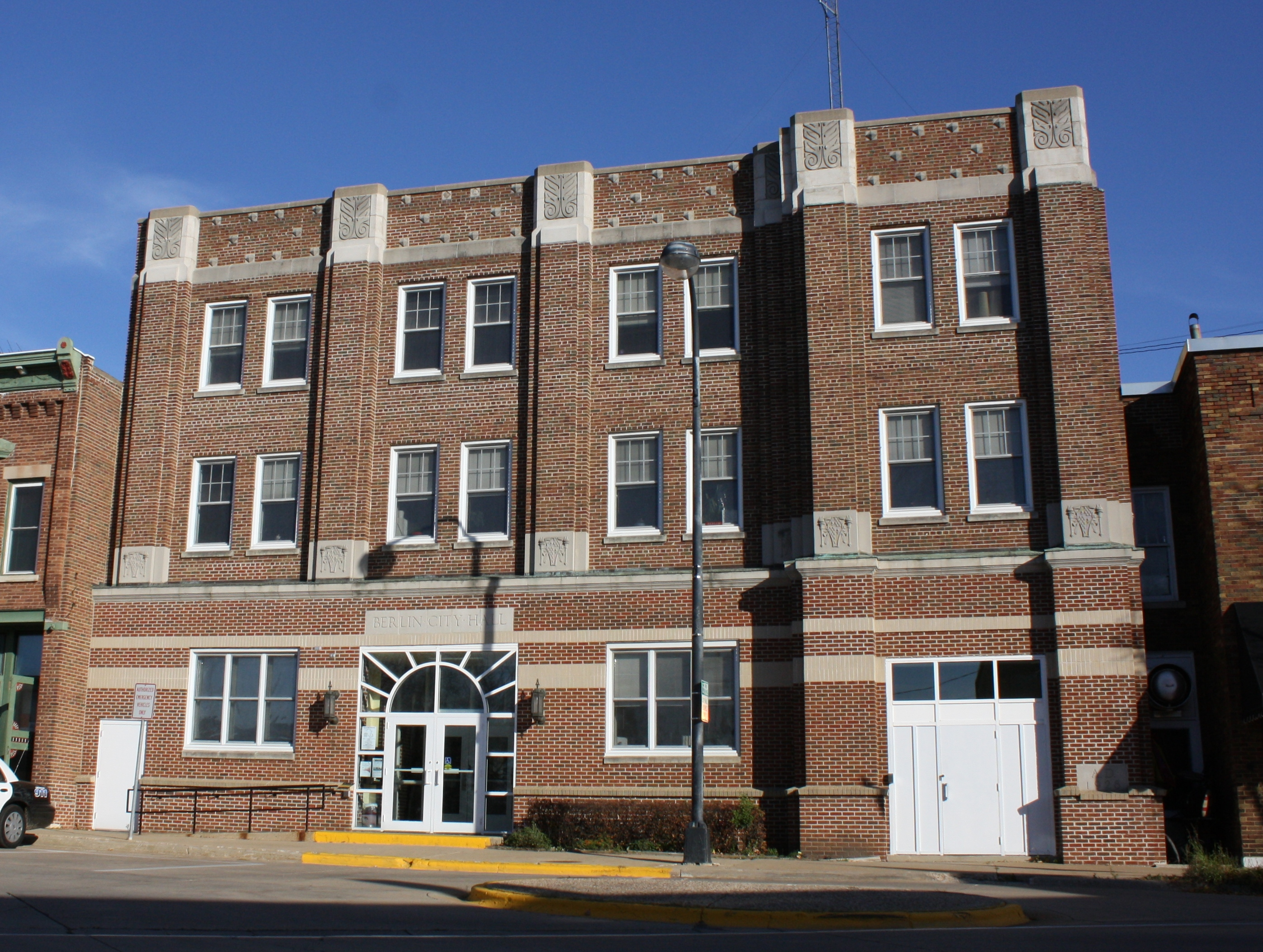
Városháza
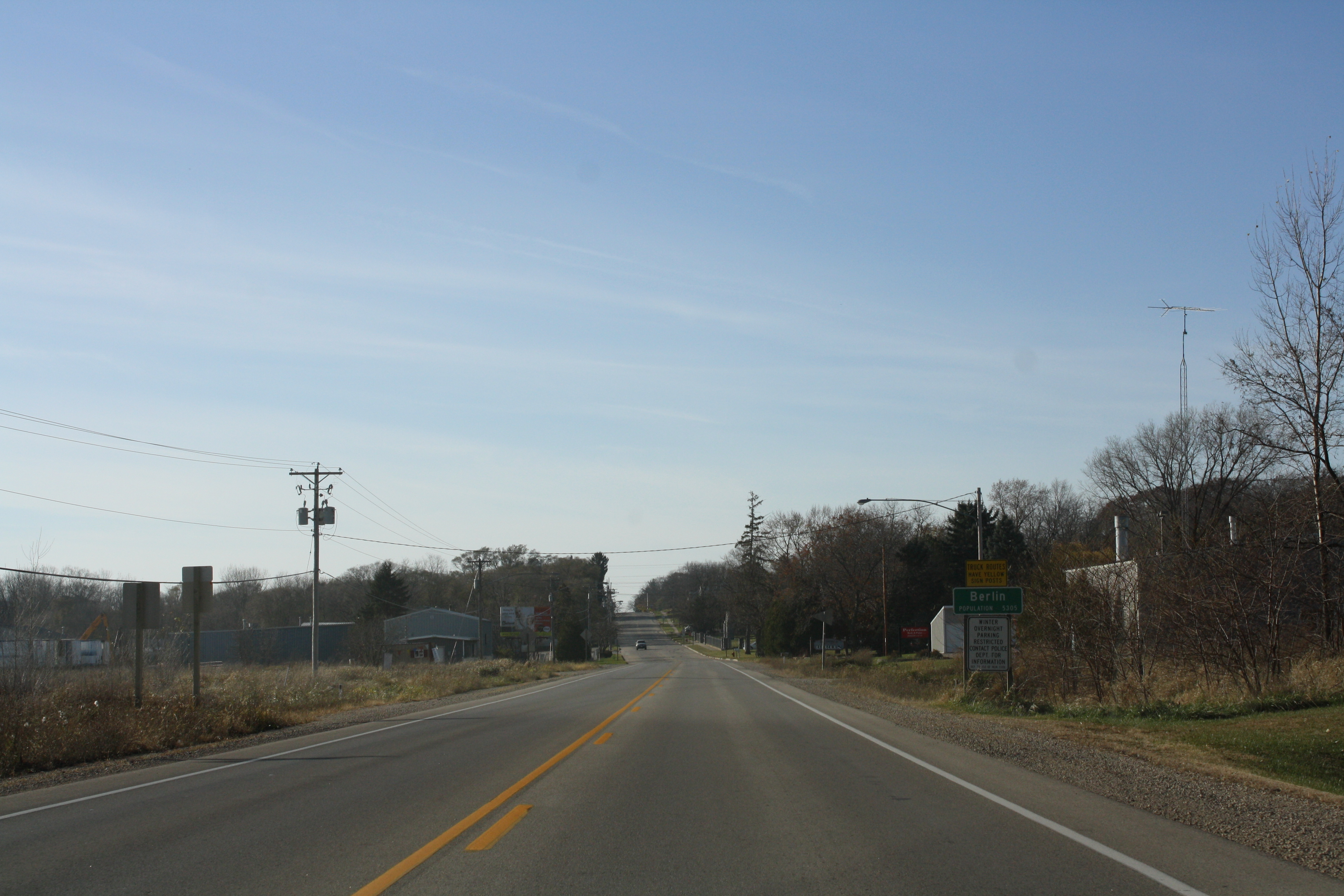
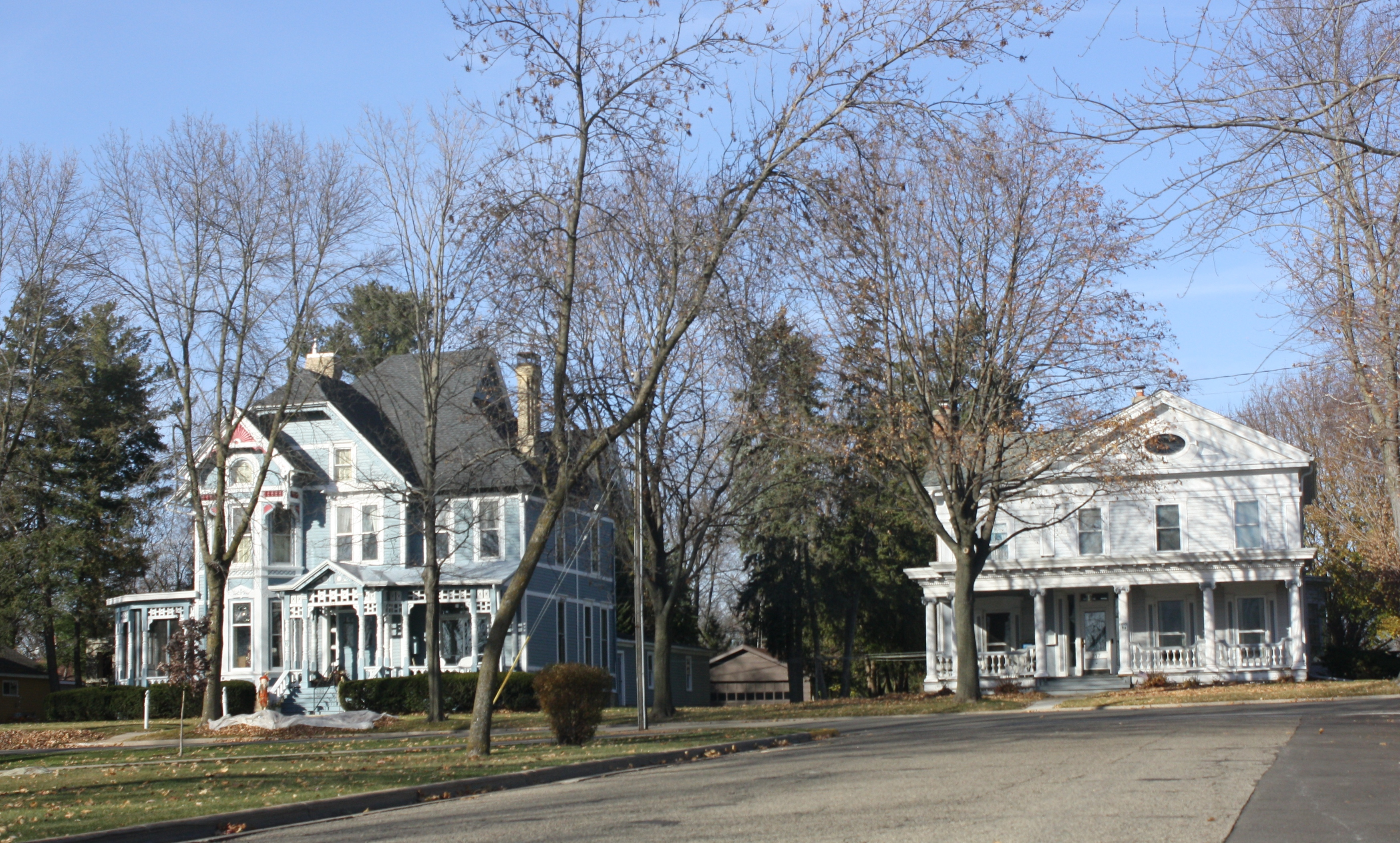
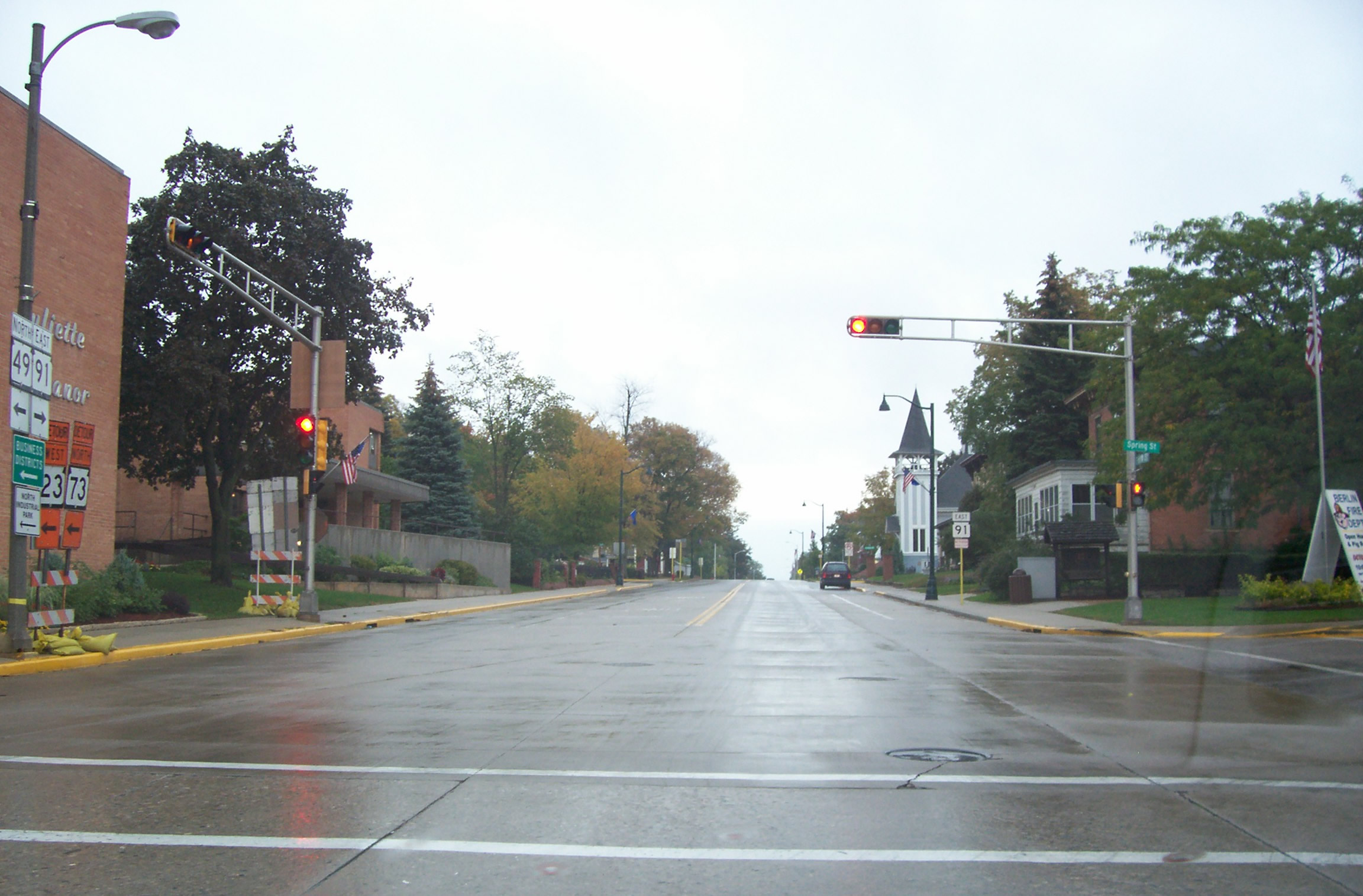
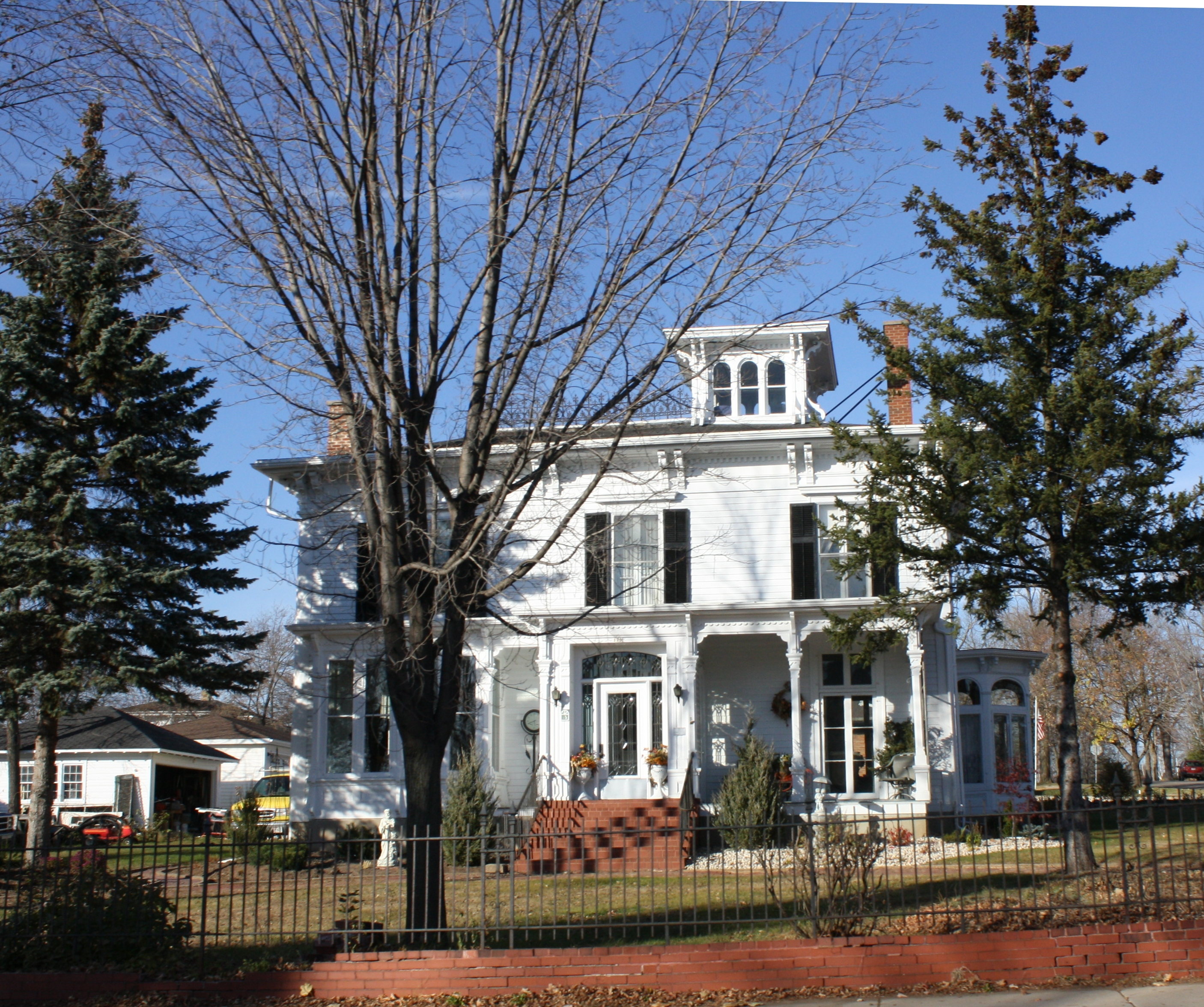
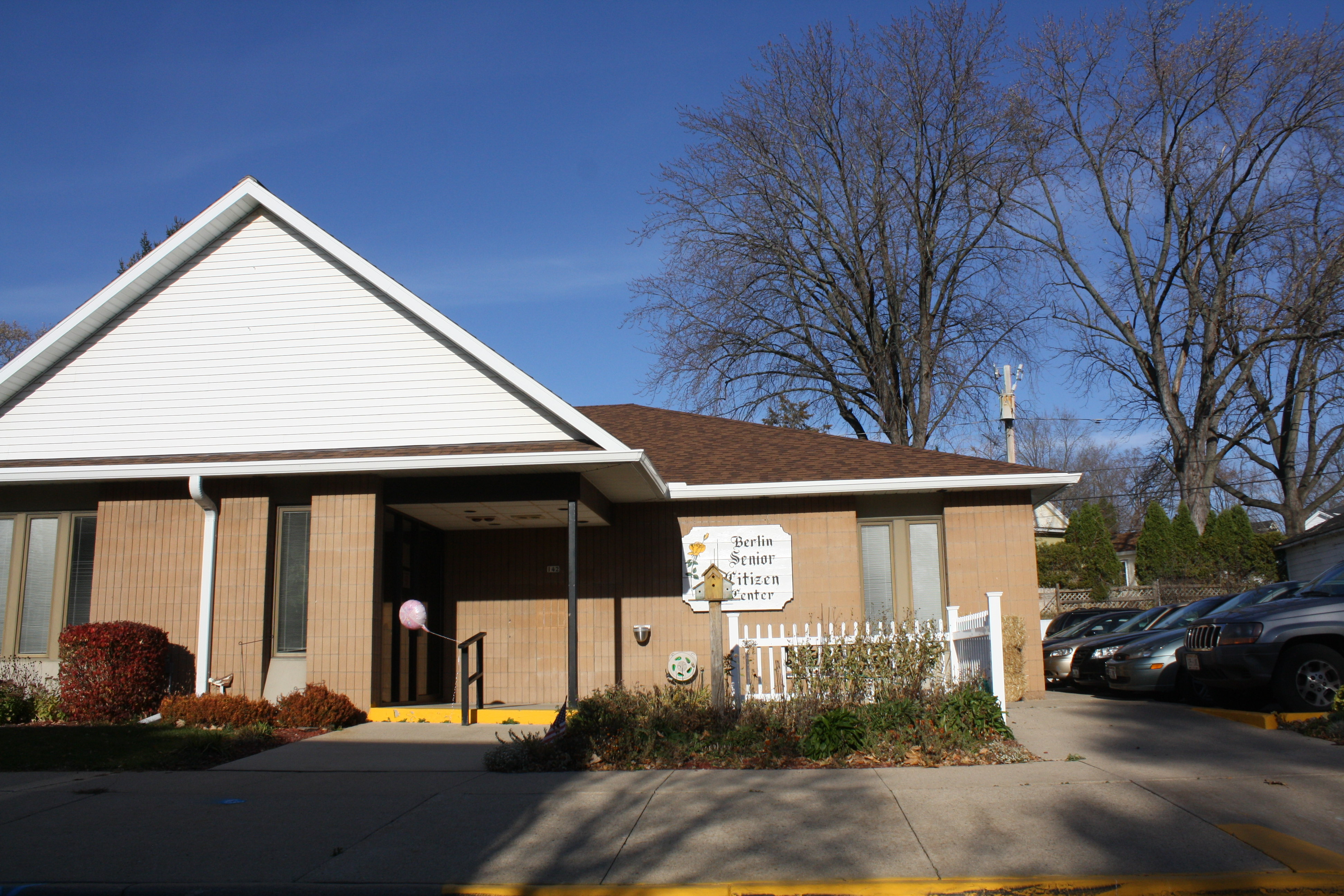
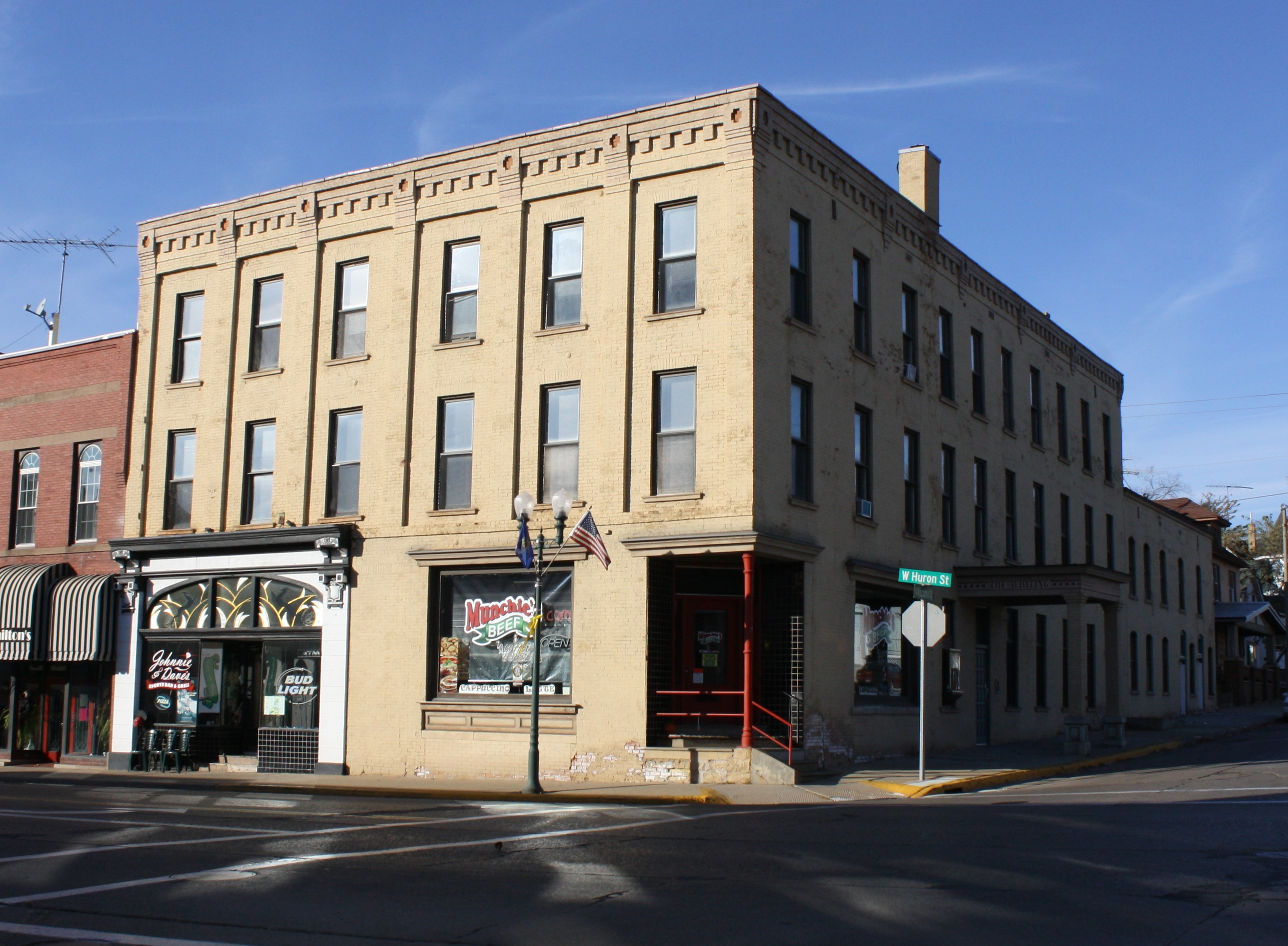
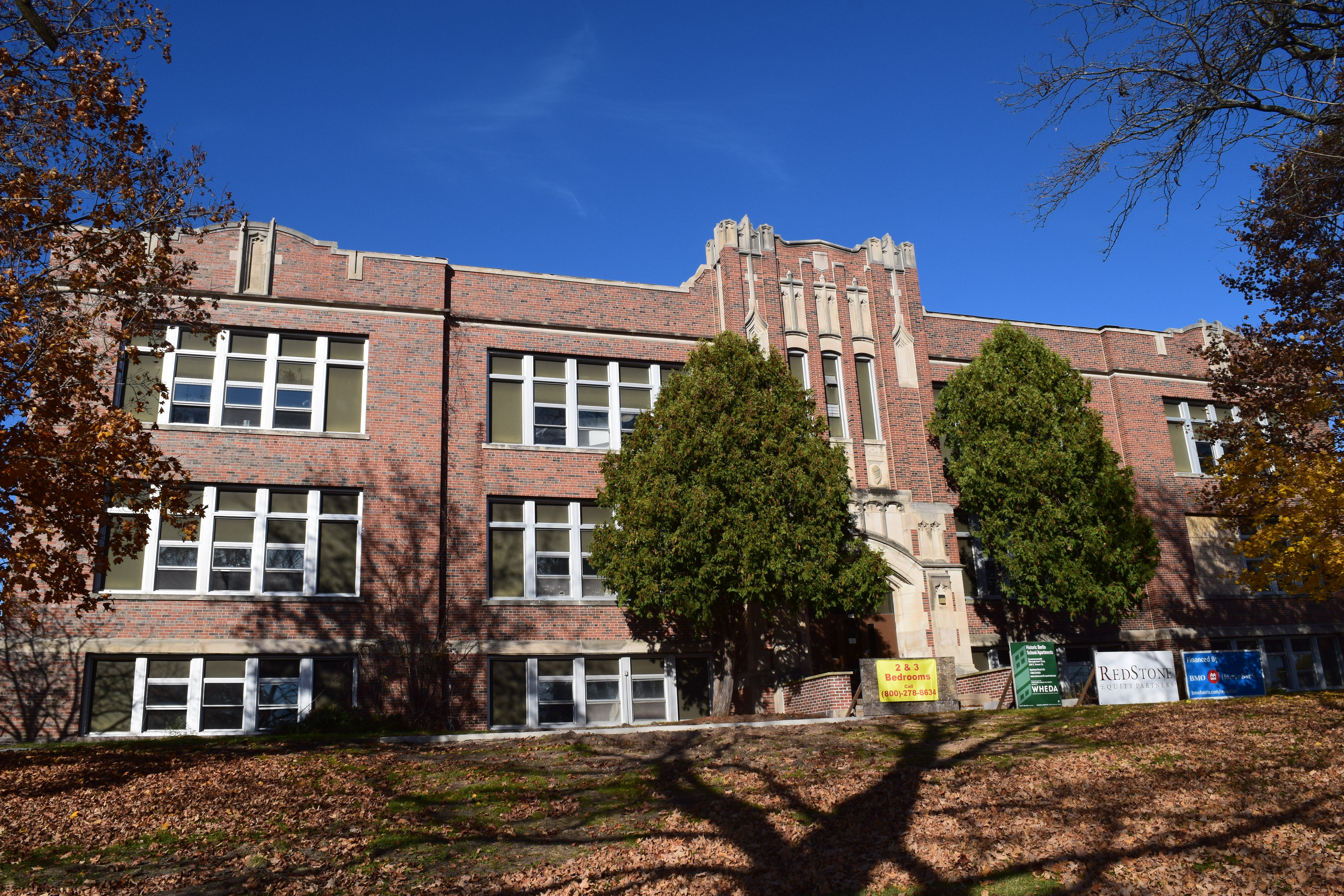